# Памятник Георгию Димитрову (Краснодар)
Памятник Георгию Димитрову — памятник болгарскому государственному и политическому деятелю, деятелю болгарского и международного коммунистического движения Георгию Димитрову в городе Краснодар. авторы памятника — скульптор Георгиев М. и архитектор — Головеров В. Т. В соответствии с законом Краснодарского края «О перечне объектов культурного наследия (памятников истории и культуры), расположенных на территории Краснодарского края» № 313-КЗ от 17.08.2000 г. отнесен к памятникам регионального значения.

## История
Кубань на протяжении многих лет поддерживала тесные отношения с Бургасским округом, а Краснодар был городом-побратимом Бургаса. Решение об открытии памятника болгарскому политическому деятелю Георгию Димитрову принималось в Центральном Комитете Коммунистической Партии и Совете Министров СССР. Памятник был открыт 9 сентября 1980 года к 36-й годовщине освобождения Болгарии. На открытии памятника присутствовала болгарская делегация.
Авторами памятника стали скульптор М. Георгиева и архитектор В. Т. Головеров. Скульптура Г. Димитрова установлена на невысоком постаменте с мраморной плиткой. Гергий Димитров изображен пожилым человеком в верхней одежде, в костюме с распахнутым плащом и подвернутыми снизу брюками.
Памятник был установлен на площади Краснодара рядом с кинотеатром «Космос», которому дали название «Болгария». Площадь также получила имя Георгия Димитрова.

## Технические данные
Памятник выполнен из бронзы, пьедестал мраморный. Благоустроена территория вокруг памятника.